# Poa stebbinsii
Poa stebbinsii är en gräsart som beskrevs av Robert John Soreng. Poa stebbinsii ingår i släktet gröen, och familjen gräs. Inga underarter finns listade i Catalogue of Life.